# Кампина Гранде
Кампина Гранде (порт. Campina Grande) град је у Бразилу у савезној држави Параиба. Према процени из 2007. у граду је живело 371.060 становника.

## Становништво
Према процени из 2007. у граду је живело 371.060 становника.
| 1991.   | 2000.   |
| ------- | ------- |
| 326,307 | 355,331 |